# Neosom
Neosom – magmowa część składowa migmatytów, może mieć ona skład aplitu, pegmatytu, granitu lub granitoidu.